# Copa espanyola d'hoquei sobre patins femenina 2013
La Copa de la Reina 2013 d'hoquei sobre patins fou la vuitena edició de la Copa espanyola. Se celebrà el cap de setmana del 13 i 14 d'abril de 2013 al Pavelló Oliveras de la Riva de Sant Hipòlit de Voltregà i fou organitzada per la Federació Espanyola de Patinatge. Hi participaren els quatre primers equips classificats de la primera volta de l'OK Lliga, el Club Patí Voltregà, com a equip amfitrió, el Reus Deportiu, el Biesca Gijón Hockey Club, vigent campió, i el Club Patín Alcorcón. Es disputà en format de final a quatre, amb semifinals i final. El torneig fou retransmès en línia a la plataforma FEP-TV i la Xarxa de Televisions Locals, i la final fou emesa en directe per Esport3.
Es proclamà campió el Biesca Gijón HC, que guanyà la seva segona copa de la Reina consecutiva. Les jugadores del club asturià, Luciana Agudo i Maria Diez, foren les màximes golejadores del torneig amb tres gols.

## Competició

### Quadre de competició
|  | Semifinals           | Semifinals      |                      |   | Final | Final |
|  |                      |                 |                      |   |       |       |
|  | 13 d'abril 17:00 CET |                 |                      |   |       |       |
|  |                      |                 |                      |   |       |       |
|  | CP Alcorcón          | 3 (3)           |                      |   |       |       |
|  | CP Alcorcón          | 3 (3)           | 14 d'abril 12:00 CET |   |       |       |
|  | Reus Deportiu        | 3 (1)           |                      |   |       |       |
|  | Reus Deportiu        | 3 (1)           | CP Alcorcón          | 2 |       |       |
|  | 13 d'abril 18:45 CET |                 | CP Alcorcón          | 2 |       |       |
|  |                      | Biesca Gijón HC | 3                    |   |       |       |
|  | CP Voltregà          | Biesca Gijón HC | 3                    | 2 |       |       |
|  | CP Voltregà          |                 |                      | 2 |       |       |
|  | Biesca Gijón HC      | 3               |                      |   |       |       |
|  | Biesca Gijón HC      | 3               |                      |   |       |       |

### Semifinals

#### CP Alcorcón vs. Reus Deportiu
A la primera semifinal, el CP Alcorcón eliminà al Reus Deportiu a la tanda de penals per 3 a 1. Al final del partit acabaren empatats 3 a 3, amb gols de Sonia Rodríguez, Dolores Cancelas, de penal, i Lucía Martínez, per part madrilenya, i Mariona García, Andrea Puertas i Laia Jiménez, per part reusenca.
| CP Alcorcón                                  | 3‐3     | Reus Deportiu                          |
| -------------------------------------------- | ------- | -------------------------------------- |
| Rodríguez 1' · Cancelas 10' (p.) · Lucía 28' | Informe | Mariona 1' · Puertas 26' · Jiménez 30' |
| Tanda de penals                              |         |                                        |
| Sonia · Cancelas · Currey                    | 3-1     | · Mariona ·                            |

#### CP Voltregà vs. Biesca Gijón HC
A la segona semifinal, el Biesca Gijón HC accedí a la seva quarta final després de guanyar al CP Voltregà amb un gol d'or a la pròrroga. Els dos equips acabaren el temps reglamentari amb empat a 2, amb gols de Natasha Lee (1-2 i 2-2), per part osonenca, i de Luciana Agudo (1-0 i 2-0), per part asturiana. Agudo anotà el seu tercer gol que classificà el club asturià per la final.
| CP Voltregà  | 2‐3 (pr.) | Biesca Gijón HC            |
| ------------ | --------- | -------------------------- |
| Lee 30', 38' | Informe   | Agudo 19', 30', 43' (g.o.) |

## Final
El CP Alcorcón i el BIesca Gijón HC disputaren la final de la VIII Copa de la Reina d'hoquei sobre patins. Com a la semifinal, guanyà el club asturià amb un gol d'or a la pròrroga per 3 a 2. La protagonista del partit fou la jugadora catalana Maria Díez Peke amb un hat-trick. Per part madrilenya, empataren Dolores Cancelas (1-1) i Marina Rodríguez (2-2). El Biesca Gijón HC guanyà la seva segona Copa de la Reina de forma consecutiva.

Per primer cop en vuit edicions, no hi hagué cap representant català a la final de la competició.
| CP Alcorcón               | 2‐3 (pr.) | Biesca Gijón HC           |
| ------------------------- | --------- | ------------------------- |
| Cancelas 38' · Marina 29' | Informe   | Díez 10', 27', 43' (g.o.) |

| CP Alcorcón | Biesca Gijón HC |

| #          | Pos. | Nom              |  |
| ---------- | ---- | ---------------- |  |
|            | POR  | Teresa Bernadas  |  |
|            |      | Sonia Rodríguez  |  |
|            |      | Marina Rodríguez |  |
|            |      | Dolores Cancelas |  |
|            |      | Oara Bautista    |  |
|            |      | Lucía Martínez   |  |
|            |      | Maria del Moral  |  |
|            |      | Claire Currey    |  |
| Entrenador |      |                  |  |
|            |      |                  |  |

| Campió de la Copa de la Reina 2013 |
| ---------------------------------- |
| Biesca Gijón HC Segon títol        |

| #          | Pos. | Nom                 |  |
| ---------- | ---- | ------------------- |  |
|            | POR  | Christina Klein     |  |
|            |      | Silvia Cadrecha     |  |
|            |      | Luciana Agudo       |  |
|            |      | Maria Díez          |  |
|            |      | Sara González Lolo  |  |
|            |      | Lorena Alonso       |  |
|            |      | Elena González Lolo |  |
| Entrenador |      |                     |  |
|            |      |                     |  |

## Estadístiques
| Classificació final | Classificació final | Classificació final | Classificació final | Classificació final | Classificació final | Classificació final | Classificació final |
| Pos.                | Club                | PJ                  | PG                  | PP                  | GF                  | GC                  | Gav                 |
| ------------------- | ------------------- | ------------------- | ------------------- | ------------------- | ------------------- | ------------------- | ------------------- |
| 1                   | Biesca Gijón HC     | 2                   | 2                   | 0                   | 6                   | 4                   | +2                  |
| 2                   | CP Alcorcón         | 2                   | 1                   | 1                   | 5                   | 6                   | -1                  |
| 3                   | Reus Deportiu       | 1                   | 0                   | 1                   | 3                   | 3                   | 0                   |
| 3                   | CP Voltregà         | 1                   | 0                   | 1                   | 2                   | 3                   | -1                  |

| Màxima golejadora | Màxima golejadora | Màxima golejadora | Màxima golejadora | Màxima golejadora | Màxima golejadora |
| #                 | Nom               | Club              | G                 | PJ                | GPP               |
| ----------------- | ----------------- | ----------------- | ----------------- | ----------------- | ----------------- |
| 1                 | Luciana Agudo     | Biesca Gijón HC   | 3                 | 2                 | 1,50              |
| 1                 | Maria Díez        | Biesca Gijón HC   | 3                 | 2                 | 1,00              |
| 3                 | Dolores Cancelas  | CP Alcorcón       | 2                 | 2                 | 1.00              |
| 4                 | Natasha Lee       | CP Voltregà       | 2                 | 1                 | 3,00              |
| 5                 | Sonia Rodríguez   | CP Alcorcón       | 1                 | 2                 | 0,50              |
| 5                 | Lucía Martínez    | CP Alcorcón       | 1                 | 2                 | 0,50              |
| 5                 | Marina Rodríguez  | CP Alcorcón       | 1                 | 2                 | 0,50              |
| 8                 | Mariona García    | Reus Deportiu     | 1                 | 1                 | 1,00              |
| 8                 | Andrea Puertas    | Reus Deportiu     | 1                 | 1                 | 1,00              |
| 8                 | Laia Jiménez      | Reus Deportiu     | 1                 | 1                 | 1,00              |